# Raiponce à feuilles de globulaire
Phyteuma globulariifolium
Espèce
La Raiponce à feuilles de globulaire (Phyteuma globulariifolium) est une espèce de plantes herbacées vivaces de la famille des Campanulacées.

## Distribution
Orophyte européen, en France, dans les Alpes et les Pyrénées, de 1 300 à 3 000 m.
Sous-espèces :
- Phyteuma globulariifolium subsp. globulariifolium
- Phyteuma globulariifolium subsp. pedemontanum - Raiponce du Piémont
- Phyteuma globulariifolium subsp. rupicola